# Palau Vaticà
El Palau Vaticà o Palau Apostòlic, és la residència oficial del papa a la Ciutat del Vaticà.
El palau és un complex d'edificis, comprenent l'Apartament papal, les oficines de govern de l'Església Catòlica, un grapat de capelles, el Museu de Vaticà i la Biblioteca vaticana. En tot hi ha sobre mil habitacions amb la més famosa incloent la Capella Sixtina i el seu sostre cèlebre la pintura al fresc per Miquel Àngel (restablert entre 1980-1990) i les Estances de Rafael.
Les altres residències papals estan al Palau del Laterà, i el Castell Gandolfo fora de Roma.
Abans de 1871, el Palau del Quirinal era la residència oficial del papa. Després de l'esfondrament final dels Estats Pontificis el 1870, el Rei d'Itàlia confiscava aquest palau el 1871, fent d'això la residència oficial del rei; després de l'abolició de la monarquia italiana el 1946, fou per la residència del President de la República Italiana.